# Володарски мост
 Володарски мост  (рус. Володарский мост) је покретни мост преко реке Неве који повезује улице Ивановску и Народну у Санкт Петербургу (Невски залив). Централни је део лучког аутопута. Једини је мост у граду са надвожњаком за излаз трамваја (лева обала). Узводно је Велики Обуховски мост, а испод је Фински железнички мост.

## О мосту
Мост је добио име у част познатог револуционара В. Володарског, који је убијен 1918. године у зони будућег моста. Изградња моста одвијала се у периоду од 1932-1936 године, према пројекту инжењера В. И. Крижановског, Г. П. Передерија и архитеката А. С. Николског и К. М. Дмитријева, како је и приличио зградама тог времена, пројектован је у духу конструктивизма. Пројектовани мост је личио на трокраки, Армирани бетон, са двокрилним вучним распоном у средини.
У то време Володарски мост је био један од првих великих совјетских мостова. Због тога је будућа градња пажљиво планирана, технолошке и архитектонске иновације су спроведене у пракси. Тако, је први пут под бочним распонима уређен пролаз транспорта дуж насипа, који је касније постао стандардна шема за изградњу московских мостова. Такође, по први пут је коришћена цеваста арматура за креирање лучних конструкција бочних распона, а вучни распон је покривен решеткама, чији су метални делови спојени заваривањем. Када је мост био пројектован, 1931. године, у то време није било искуства у коришћењу електричног заваривања у тако великим конструкцијама. Пешачки део моста био је одвојен од коловоза балустрадама, што је било од великог значаја за спречавање удеса. Володарски мост је пуштен у рад 1936. године, а дана 7. новембра на њему је почео саобраћај.

## Историја

### Мост 1936. године
Потребу за изградњом сталног моста на овом месту изазвао је плански пројекат Лењинграда тридесетих година прошлог века, који је предвиђао значајан развој његовог југоисточног дела и планско организовање кружног аутопута, чији је део требало да покрива јужни део, округа града и за одлазак у Фински залив.
Пројекат моста је израдила група инжењера из одељења за пројектовање Лен Мостотрест под руководством професора Г.П. Передерија, уз учешће инжењера В.И.Кризхановског. Према условима пројекта, било је потребно предвидети вучни распон у центру моста, бочни распони, у складу са захтевима пловидбе, не могу бити већи од 100 м. За израду је усвојена варијанта моста са три распона са средишњим вучним распоном дужине 43 м и два бочна распона по 100 м, покривени армирано бетонским луковима са доњим ходом. Употреба армираног бетона за трајне распоне била је због максималне уштеде у металу.
1932. године, пре почетка изградње моста, израђена је макета трајних лучних распонских конструкција у 1/5 природне величине (20 м), која је постављена у Тауридској башти и испитана скоро двоструким оптерећењем. Тест је рађен уз учешће инжењера Г. П. Передерија, В. И. Крижановски, В. К. Кацурин, А. А. Долженко.
Мост је изграђен у периоду од 1932. до 1936 године. Изградња моста је изведена под руководством академика Г.П.Передерија, В.И.Крижановског и главног инжењера Ленмостстрест Сх.А.Дзхабуа. Због велике дубине Неве (до 15 м), интензивне пловидбе и обилног леда, бетонирани су армирано бетонски распони на скелама на обали. Готови лукови су транспортовани до места постављања на понтонима помоћу витла. Радови на транспорту надградње обављени су под руководством великог бродоградитеља и математичара, академика А. Н. Крилова. Под његовим руководством пројектовани су и произведени џиновски понтони. Кретање понтона поверено је ЕПРОН- у- „Подводна експедиција специјалне намене“, специјализована за подизање потопљених бродова и поседовање одговарајућих моћних витала, каблова, сидара итд. Први дизајн је постављен 6. новембра 1935. године, други 11. августа 1936. године. а 6. новембра 1936. године мост је свечано пуштен у саобраћај. Упоредо са мостом изграђено је пет километара насипа на левој обали, који је постао прва велика постреволуционарна конструкција насипа у граду.
Мост је био трораспонска армирано бетонска лучна конструкција са доњим ходом, са просечним металним двокрилним покретним мостом са отварањем и два надвожњака транспортне петље на обе обале Неве. Шема моста: 101 + 43,6 + 101 м Укупна дужина моста је 325,24 м, ширина између оса решетки 20,2 м, ширина коловоза 18 м, ширина тротоара по 3 м 385 тона, маса противтега - 400 тона. Шема моста је по дизајну блиска Болшеохтинском мосту.
Стална надградња моста је била флексибилни лук са крутим прикључком са процењеним распоном од 101,1 м. То је била јединствена инжењерска конструкција у то време. Полигонални лукови били су правоугаоног пресека са привесцима у облику слова И са шупљим пуфом у облику кутије. Сваки распон је имао два флексибилна лука. Ветрене везе су искључене из овог система јер су хоризонталне силе ветра пренете на суспензије и коловоз. Све свођене надградње ојачане цу цевастом арматуром спојеном спиралним омотачем и испуњене бетоном. Оваква арматура је први пут примењена у пракси мостоградње.

### Мост 1993. године
Стари мост је надгледан током рада. Дуго времена се повећавао отклон приликом затезања лучних конструкција. Процес љуштења заштитног слоја на листовима био је интензиван. Радови на поправци су више пута вршени како би се обновио заштитни слој, али је наставио да се урушава. 1970-1971. године извршена је реконструкција појединих делова моста, који су застарели током експлоатације. 10. септембра 1985. плутајући док који је пролазио испод моста ударио је у крила моста и заглавио вучни механизам. Квар је отклоњен, али су након тога на мосту наставиле да се дешавају ванредне ситуације. Истраживања су показала да је цевасто ојачање лукова претрпело огромно претерано растезање. Инструменти су показивали отклон распона до 30 цм, који се постепено повећавао. Поставило се питање реконструкције структуре. 1986. године мост је затворен ради реновирања.
Постојећи мост је изграђен 1986-1993 по пројекту главног инжењера пројекта ленгипротрансмост Н. Г. Тихомирова и главног архитекте пројекта ленгипротрансмост Ју. И. Синица. Изградњу моста извршио је МО-11 Мостострој-6 под руководством главног инжењера Б.И. Цветкова. Технички надзор су извршили О.А.Лебедев и Е.Н.Дворкин, инспектори Дирекције за изградњу саобраћаја.
За период реконструкције, поред реконструисаног моста низводно је изграђен привремени пасарела. Распон покретног моста привременог моста није се повећавао као код већине покретних мостова, већ се померао у правцу Народне улице. Приликом реконструкције армирано бетонски лукови су замењени металним носачима са прилазом, задржани су ослонци моста. Године 1990. постављени су распони од 800 тона од 125 метара на десном и левообалном упоришту, који су потом спојени вучним распоном од 57 метара. Делимичан саобраћај на мосту је отворен јануара 1992. године, а потпуно - јануара 1993.

## Карактеристике
Метални мост са пет распона са једнокрилним падајућим покретним мостом у средини. Стални распони су покривени двораспонским континуалним гредама по шеми 50,1 + 102,0 м. Сваки распон се састоји од два полублока, спојена у заједничку структуру горњом ортотропном плочом и попречним подупирачима. Сваки полу блок је конструкција у облику кутије која се састоји од две главне греде повезане горњом и доњом ортотропном плочом. Потпуно метални покретни распон је јединствена конструкција која се састоји од четири главне греде, обједињене дуж врха ортотропном плочом са ребрима. Укупна дужина главних греда са противтегом је 58,06 м. Мост се диже помоћу хидрауличног погона. У затвореном стању - подељена греда.
Ослонци моста су масивни, армирано бетонски, на шиповима, обложени гранитом. Уз леву обалу граничи трамвајски надвожњак. Међуослонци су реконструисани уз делимично очување старе касетане основе: направљени су виши, шири и стабилнији, обложени гранитом. Подесиви механизми се налазе у десно обалним носачима, поред тога, на десној страни, носач има два изреза са удубљењем за против тегове крила. У левој обали се налази контролни пункт за покртање моста. Дужина самог моста је 362,8 м, ширина моста између шина 36,8 м, од чега је ширина коловоза 31,6 м и два тротоара по 2,25 м. 6+102,0+50,1 м.
Мост је намењен за кретање возила, трамваја и пешака. Коловоз моста обухвата 6 саобраћајних трака (по три у сваком смеру) и 2 трамвајска колосека. Коловоз моста на стационарним распонима је асфалт, коловоз и тротоар на потезном распону је епоксидни бетон. Тротоар је одвојен од коловоза оградом висине 75 цм од металне заварене хоризонталне шипке кутијастог профила причвршћене на стубове кутијастог профила. На мосту је постављена метална ограда једноставног дизајна. На ослонцима и ослонцима моста ограда се завршава гранитним парапетима. На улазима у мост постављени су гранитни обелици на постаментима. На четири стране моста налазе се степенице. Платформе прилаза мосту и степенишни спустови ограђени су гранитним парапетом. .

## Мост данас
Силуета моста, која се појавила као резултат реконструкције, значајно је побољшала примјер целовитог решења урбаног развоја. Мост је, обновљен 2008. године како би се ојачале металне конструкције чврстих структура. Конструкција има облик издуженог лука, а њени распони су се уздигли изнад воде четири метра више него раније. Ово елиминише потребу за отварањем моста приликом проласка великих пловила. Али током периода пловидбе (од краја априла до краја новембра) мост се подиже сваке ноћи.
Мостови су изграђени преко ријеке Неве за пролазак бродова. То се врши редослиједом, почевши од Финског заљева и Володарског моста до средишта Санкт Петербурга. Данас можемо рећи да мост доживљава гранична оптерећења. То је првенствено због вишеструко повећаног броја транзитних превоза последњих година.